# Herrschaft Althohenfels

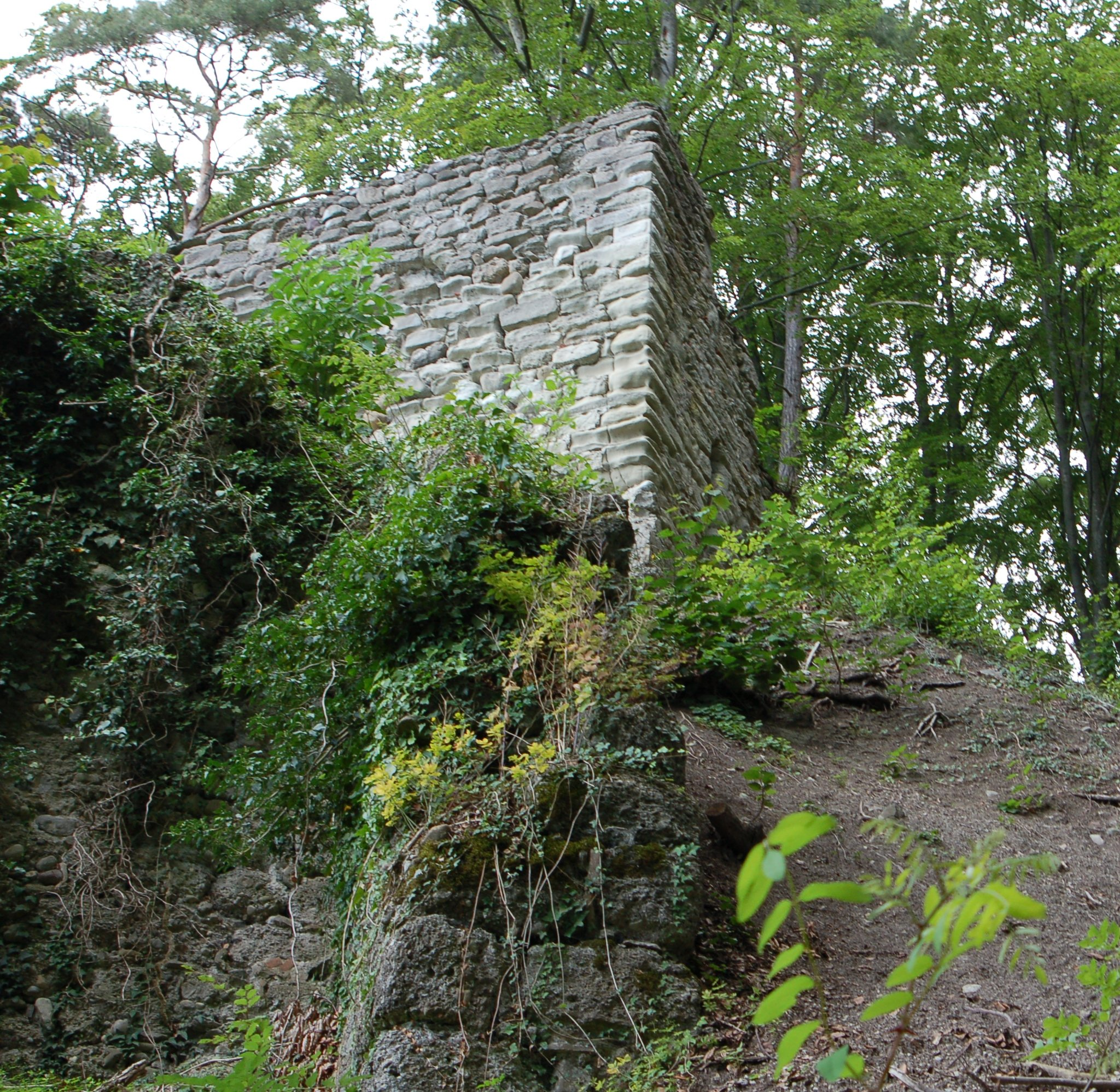
Ruine der Burg Hohenfels bei Sipplingen

Die Herrschaft Althohenfels mit Sitz auf Burg Hohenfels, auf dem Gebiet der heutigen Gemeinde Sipplingen im Bodenseekreis in Baden-Württemberg, gehörte ursprünglich den Herren von Hohenfels.
Die Herrschaft wurde 1470 von der Freien Reichsstadt Überlingen erworben.